# Capasa insularis
Capasa insularis är en fjärilsart som beskrevs av Max Joseph Bastelberger 1909. Capasa insularis ingår i släktet Capasa och familjen mätare. Inga underarter finns listade i Catalogue of Life.